# マルコ・イリッチ
マルコ・イリッチ（Марко Илић, Marko Ilić、1998年2月3日 - ）は、セルビア（旧ユーゴスラビア）・ノヴィ・サド出身のサッカー選手。KVコルトレイク所属。ポジションはゴールキーパー。

## クラブ経歴
FKヴォイヴォディナ・ノヴィ・サドの下部組織出身。FKツェメント・ベオチンとFKプロレテル・ノヴィ・サドへのレンタル移籍を経て、2018年5月17日、FKチュカリチュキとのリーグ戦でトップチームデビューを果たした。
2018年8月2日、FKヴォジュドヴァツに3年契約で移籍した。
2020年9月10日、4年契約でKVコルトレイクに加入した。
2023年2月17日、コロラド・ラピッズに期限付き移籍。7月15日に完全移籍となり、2年半契約を結んだ。
2024年7月15日、レッドスター・ベオグラードと3年契約を締結した。
2025年1月24日、2年半契約を締結しKVコルトレイクに復帰した。

## 代表経歴
2021年6月7日、ジャマイカ代表との親善試合にてセルビア代表デビューを果たした。